# Лаледжин
Лаледжи́н (перс. لالجین‎) — город на западе Ирана, в провинции Хамадан. Входит в состав шахрестана Бехар. Восьмой по численности населения город провинции.
Лаледжин — один из наиболее крупных и значимых центров производства керамических изделий, как в Иране, так и на всём Ближнем Востоке в целом.

## География
Город находится в центральной части Хамадана, в горной местности, на высоте 1 731 метра над уровнем моря.
Лаледжин расположен на расстоянии приблизительно 17 километров к северу от Хамадана, административного центра провинции и на расстоянии 265 километров к юго-западу от Тегерана, столицы страны.

## Население
На 2006 год население составляло 14 689 человек; в национальном составе преобладают персы, азербайджанцы и курды; в конфессиональном — мусульмане-шииты.